# 明澤林斯科耶湖
55°33′N 83°16′E / 55.550°N 83.267°E
明澤林斯科耶湖（俄语：Минзелинское），是俄羅斯的湖泊，位於該國西北部，由諾夫哥羅德州負責管轄，長12公里、寬2公里，面積15平方公里，海拔高度97米，集水區面積155平方公里，最大水深3.5米。